# Merindad de Río Ubierna
Merindad de Río Ubierna est une commune d'Espagne dans la communauté autonome de Castille-et-León, province de Burgos. Elle s'étend sur 275,23 km2 et comptait 1 392 habitants en 2022.